# Soldadura de PVC
Se entiende por soldadura en frío al encolado o pegado de dos o más partes por intermedio de un tercer material adhesivo generalmente derivados del petróleo.
Cuando se utilizan piezas de PVC, Alto Impacto, Acrílico, existen químicos capaces de realizar las uniones disolviendo el material de las superficies a unir, fusionándolas.
Los resultados que se obtienen con el procedimiento de pegado pueden compararse a los obtenidos por la soldadura tradicional, ya que existen pegamentos específicos para distintas necesidades y que producen una unión sólida, estanca y permanente.

## Cuándo se debe utilizar
Cuando se desea unir piezas de materiales distintos o similares que no resistan los sistemas tradicionales de soldadura con calor, y en muchos casos cuando se quieran reducir costos.
- Datos: Q16635420